# SM-Möbel

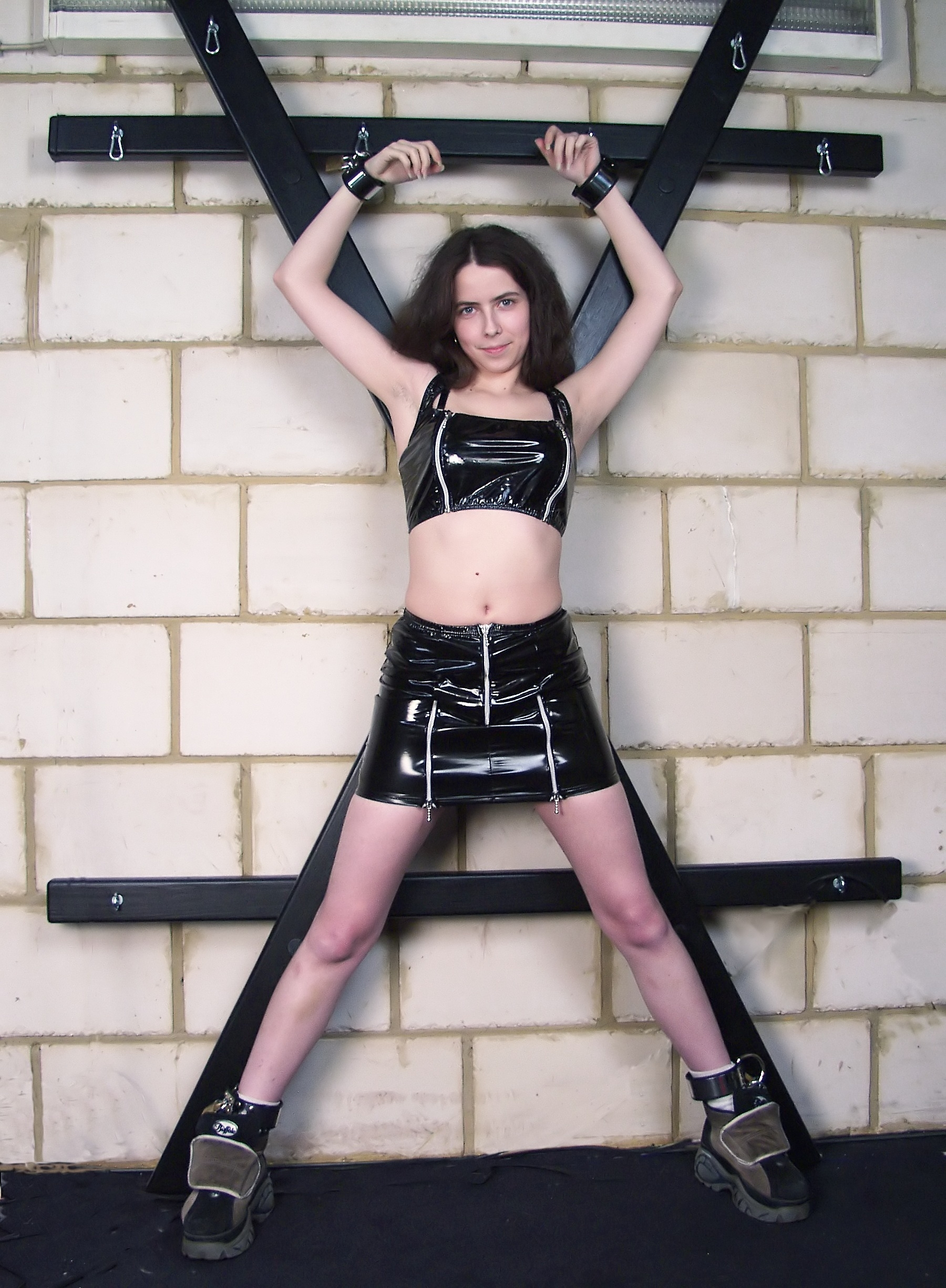
Andreaskreuz

SM-Möbel dienen dazu, im Rahmen von BDSM- oder Bondage-Spielen die Fixierung des Bottoms (passiver Partner) durch den Top (aktiver Partner) zu ermöglichen oder zu unterstützen. Sie sind integraler Bestandteil entsprechender privater Räume und kommerzieller Studios, solche Räume werden im Jargon der BDSM-Szene auch Dungeon genannt. Häufig sind sie altertümlichen Folter- und Strafinstrumenten wie etwa Streckbank und Pranger nachempfunden. Andere wurden aus dem medizinischen Bereich übernommen, wie beispielsweise der gynäkologische Stuhl. 
Manche SM-Möbel sind so konstruiert, dass sie sich durch Umbau tarnen lassen. Sie wirken dann wie gewöhnliche Möbel und können so auch in normalen Räumen untergebracht werden, ohne Aufsehen zu erregen. SM-Möbel sind in der Regel sehr kostspielig, vor allem Einzel- und Sonderanfertigungen, weswegen mitunter gebrauchte medizinische Einrichtungsgegenstände als Alternative verwendet oder Möbel selbst gebaut werden. Innerhalb fast aller größeren SM-Online-Communitys und Foren finden sich Hinweise und Anleitungen für den Selbstbau (oft als Basteln bezeichnet) von Möbeln und Equipment.

## Typische SM-Möbel

### Andreaskreuz

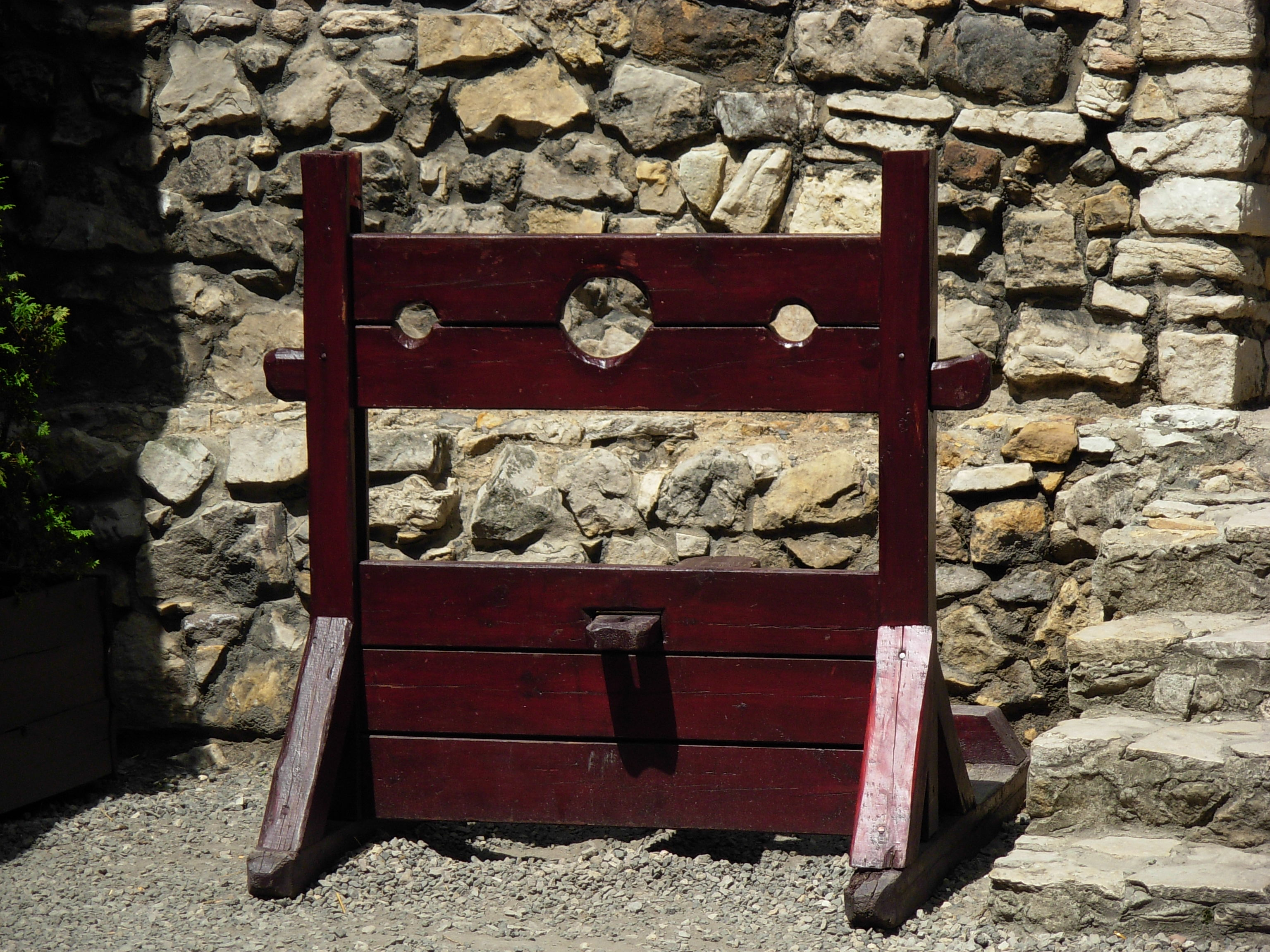
Historischer Pranger

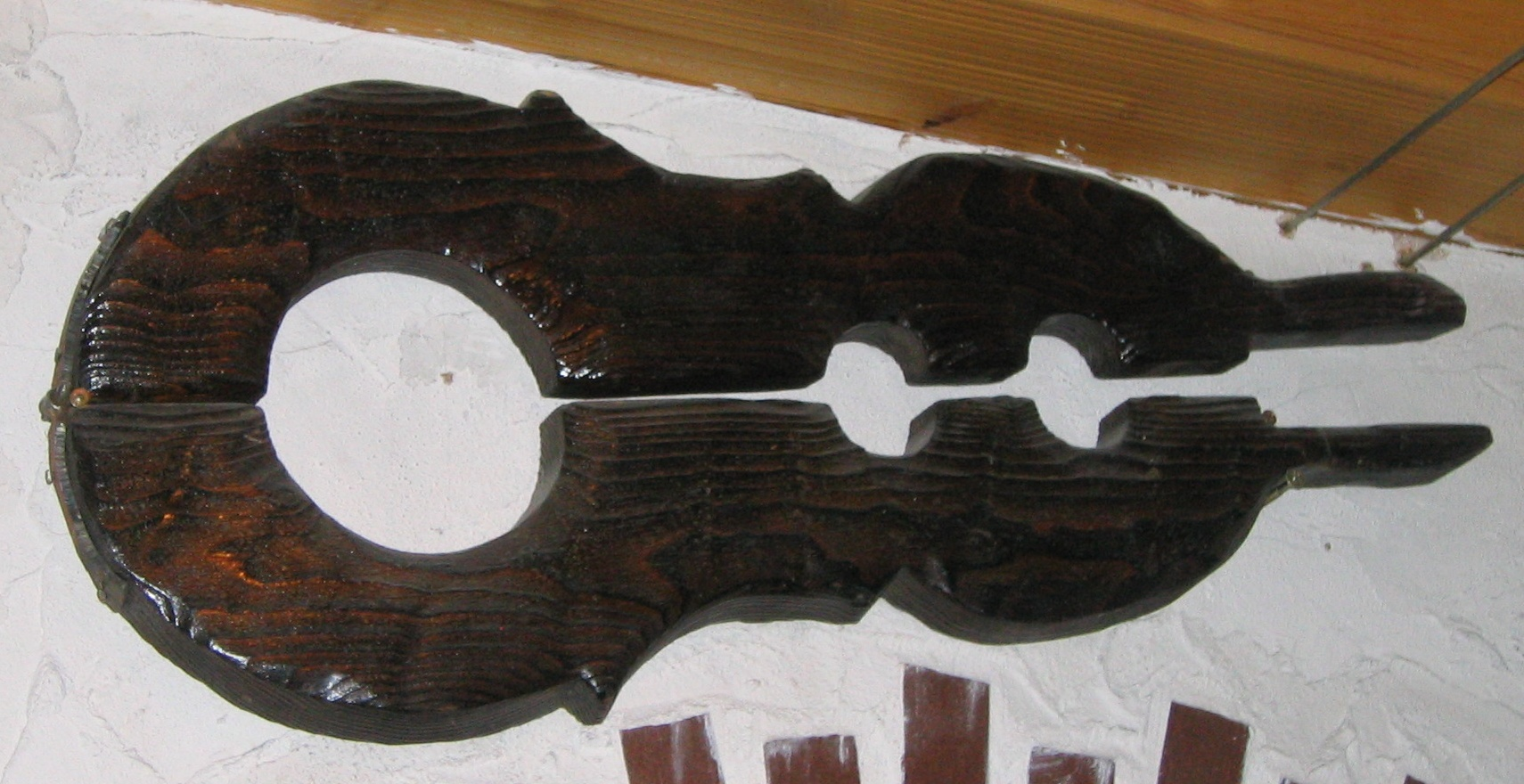
Halsgeige

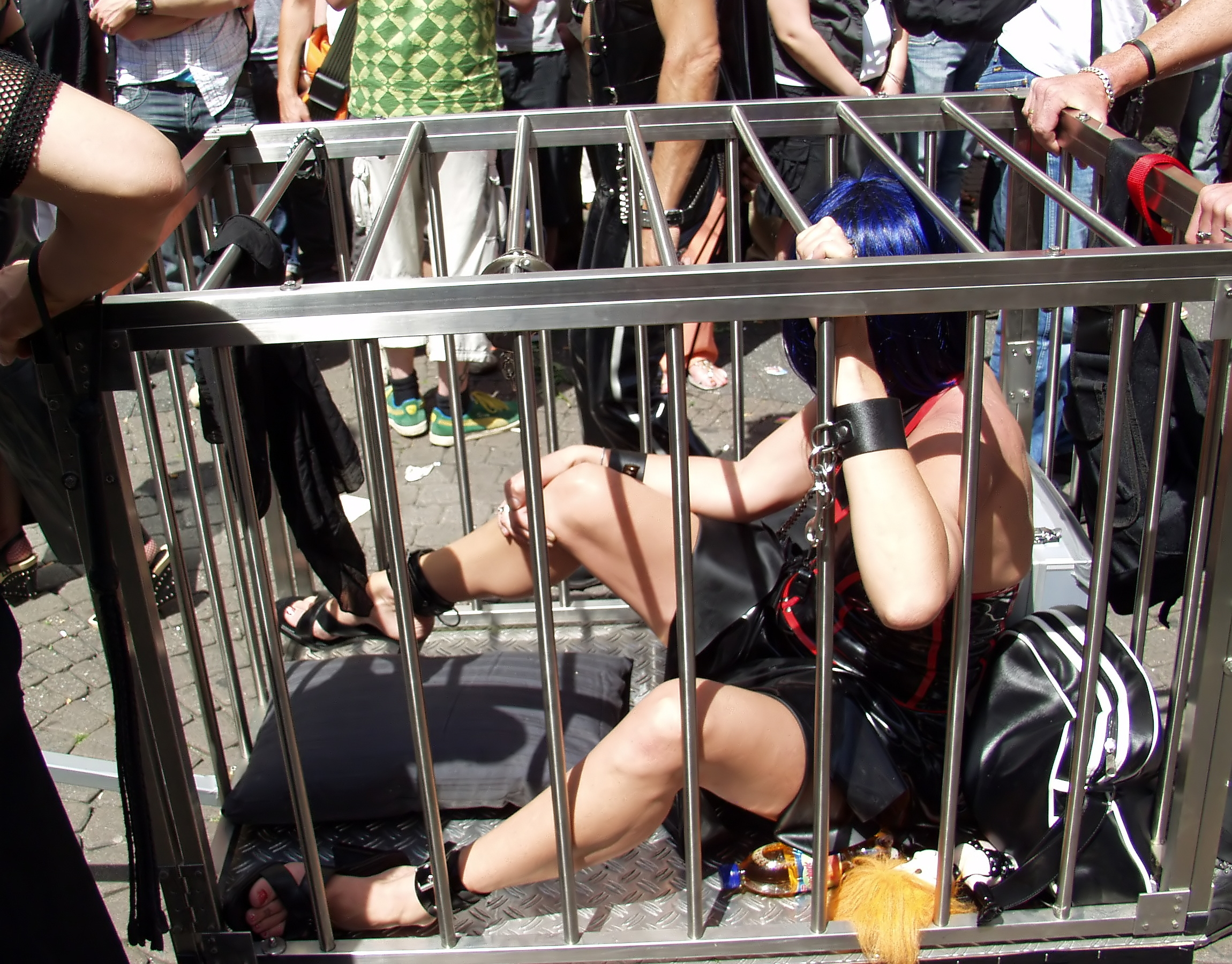
Sklavin im Stahlkäfig auf der Cologne Pride 2007

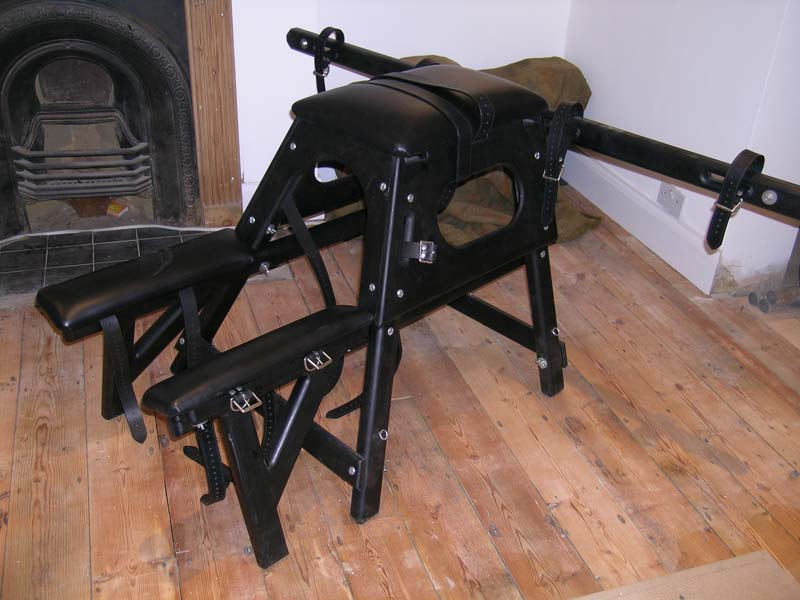
Sklavenliege

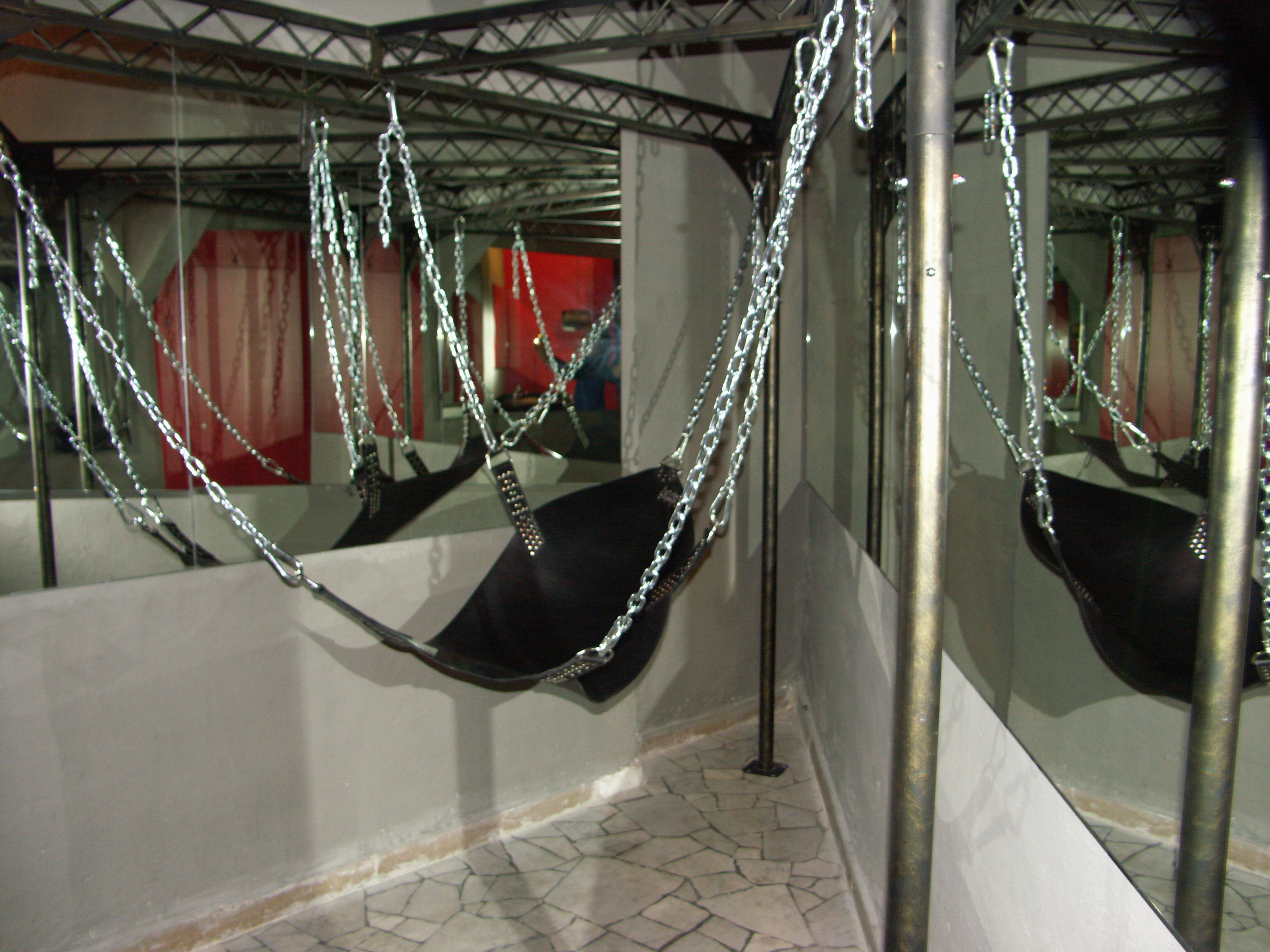
Sling

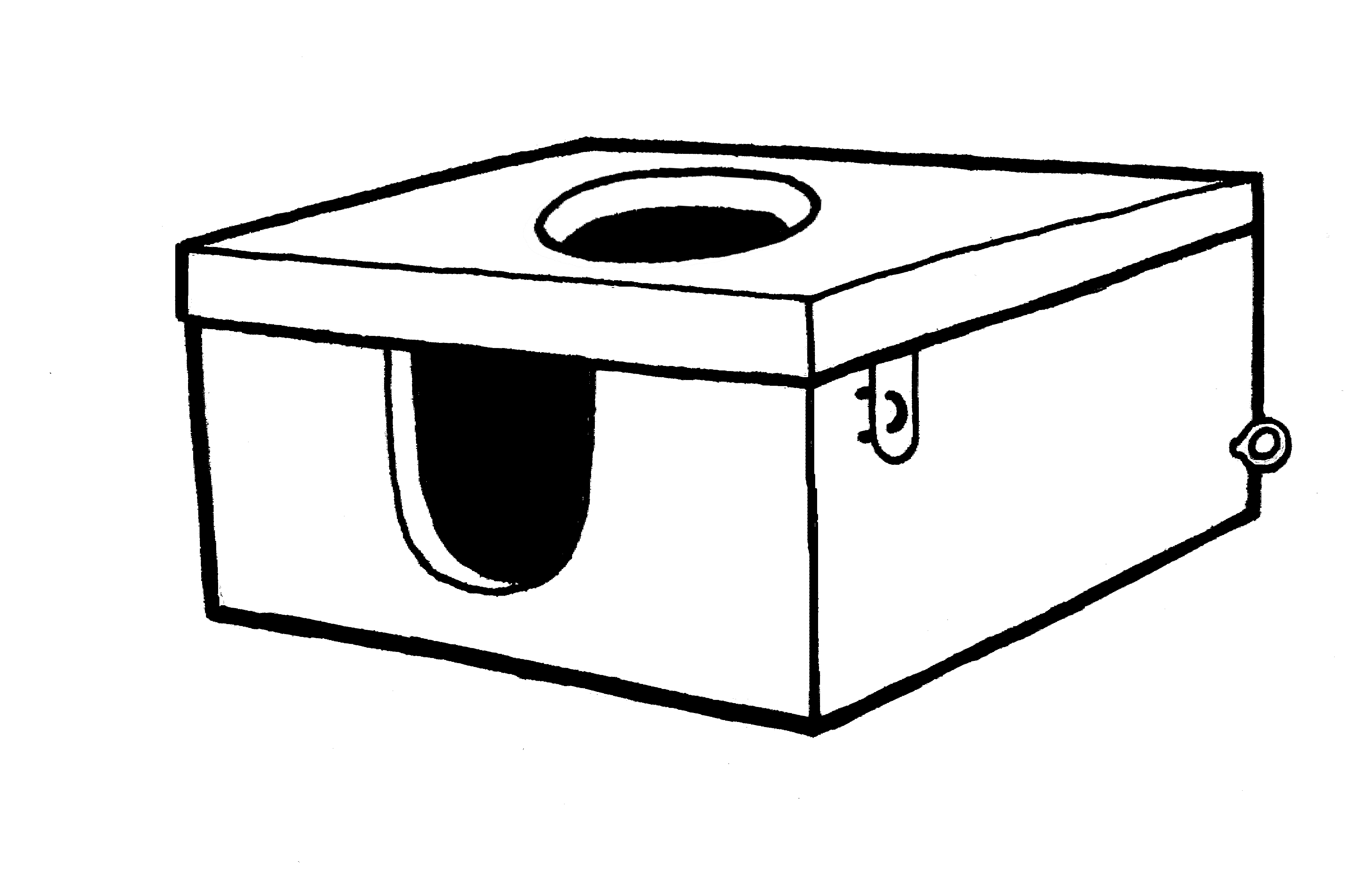
Modell einer typischen Smotherbox

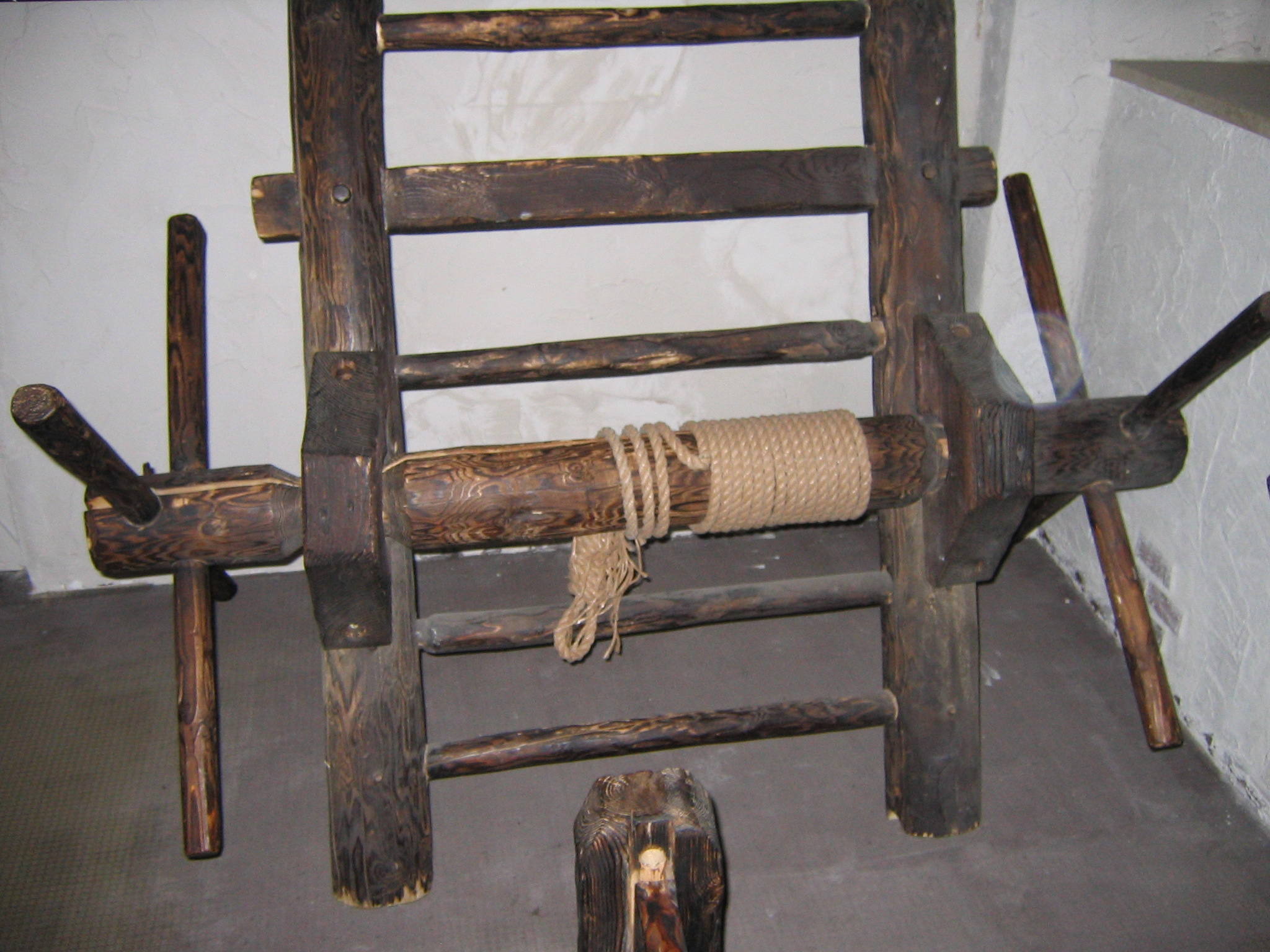
Historische Streckleiter

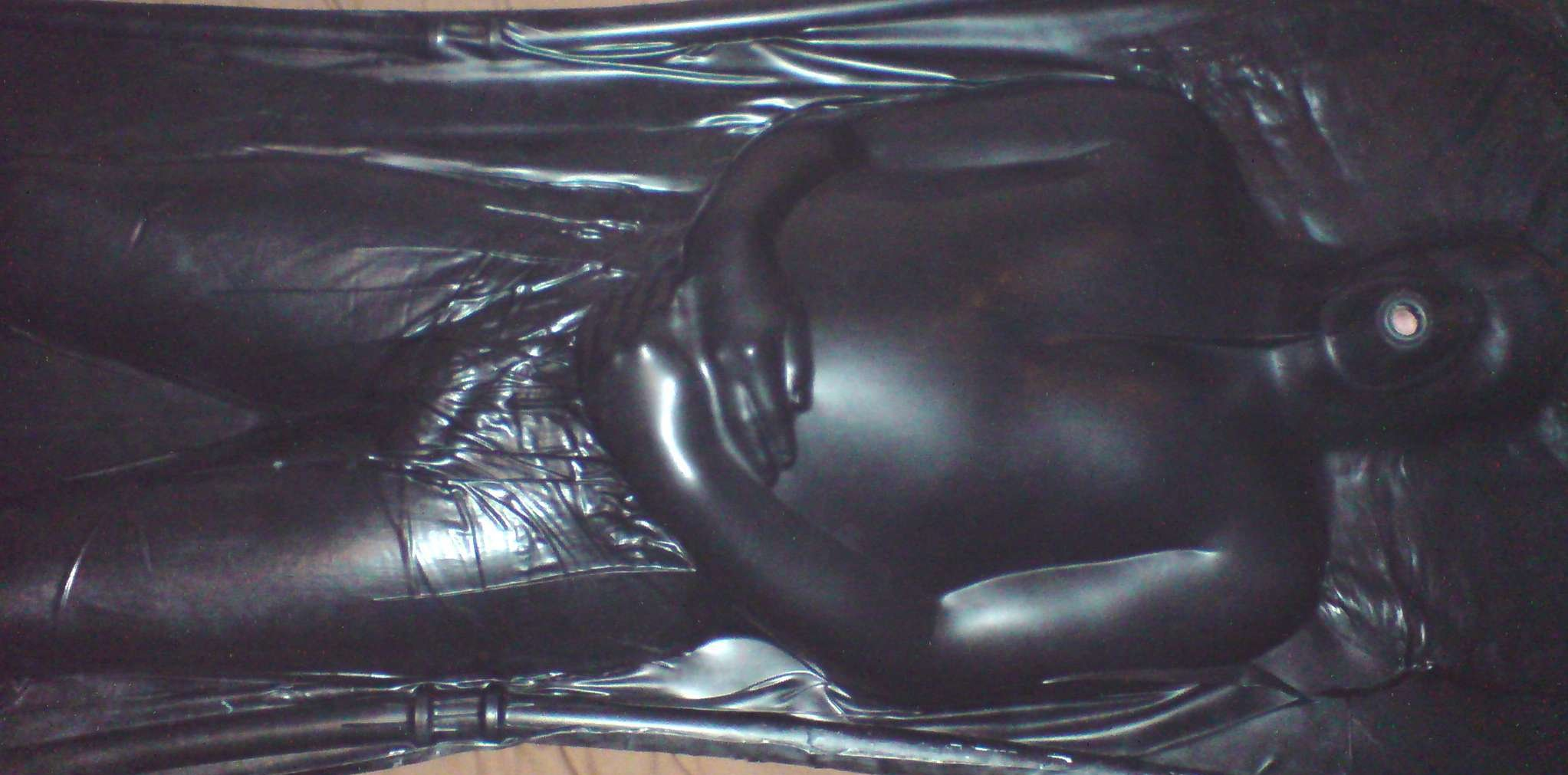
Vakuumbett

Das Andreaskreuz ist ein x-förmiges Kreuz (oft nur Kreuz genannt) in Menschengröße. Benannt wurde es nach dem christlichen Apostel Andreas, der um 60 n. Chr. zum Tod durch Kreuzigung an einem X-förmigen Kreuz verurteilt worden sein soll. Es besteht meist aus Holz oder Metall und dient der Fixierung des passiven Partners (Bottom). Die Vorder- bzw. Rückseite des Fixierten sind dabei für den aktiven Partner (Top) frei zugänglich, die Extremitäten gespreizt und fixiert, dafür wird auch der Ausdruck spreadeagled verwendet. Dadurch, dass die Füße des Gefesselten meist auf dem Boden stehen und das Gewicht des Körpers tragen, sind Verletzungen der Gelenke und Atemnot durch den Zug auf die Arme und den Druck auf den Brustkorb wie bei einer echten Kreuzigung unwahrscheinlich. Es findet sich oft auch in Abwandlungen als Wandhaken, klappbares Stand- oder Wandkreuz. Neben dem klassischen Andreaskreuz werden auch gelegentlich T-Kreuze (Christuskreuze) verwendet. Diese haben jedoch innerhalb des erotischen Spiels den Nachteil, dass die Beine des Gefesselten geschlossen sind.

### Gynäkologischer Stuhl
Die verwendeten „Gyn-Stühle“ entsprechen weitgehend den in gynäkologischen Arztpraxen üblichen Geräten, sie sind jedoch oft technisch vereinfacht und entsprechend billiger, beispielsweise ohne elektrische Verstellmöglichkeit. Er wird unter anderem für Klinikspiele oder als Alternative zur Sklavenliege verwendet.

### Pranger
Der Pranger besteht in der Regel aus zwei parallel angeordneten Brettern, die durch Scharniere miteinander verbunden sind und am Ende eines starken Pfahles angebracht sind oder durch seitlich angebrachte Ösen frei im Raum aufgehängt werden können. In beiden Brettern sind Aussparungen für den Hals und, links und rechts davon, für die Handgelenke, häufig können auch die Fußgelenke damit fixiert werden. Im Gegensatz zum historischen Original sind Pranger aus dem BDSM-Bereich häufig verziert und gepolstert. 
Ein sehr ähnliches Prinzip verfolgt die Halsgeige (auch Schandkragen oder Schandgeige genannt), die Anordnung beider Hände auf einer Seite des Kopfes unterscheidet die Gerätschaften in der Anwendung.
Der Zweck eines im BDSM verwendeten Prangers ist vor allem die Fixierung. Je nach Art des Pranger werden aber auch bestimmte Körperteile des Fixierten zugänglich gemacht, oft wird durch den Pranger eine vornübergebeugte Haltung vorgegeben. 
Ein Sonderfall sind die sogenannten Tischpranger (tischartiger Pranger mit Aussparung für den Hals des Fixierten) an dem beispielsweise Fütterungsspiele durchgeführt werden können.

### Sklavenbox oder Black Box
Eine Kiste, meist aus Holz oder Metall, in die der Bottom eingesperrt wird. Die Kiste ist in der Regel so bemessen, dass es nicht möglich ist, die eingenommene Position zu verändern. Die Kiste ist normalerweise lichtdicht, verfügt jedoch in aller Regel über eine Öffnung für Atemluft. Weitere Öffnungen beispielsweise für Mund oder Füße können vorhanden sein, im Inneren der Kiste können manchmal weitere Zubehörteile (Dildos, Haken oder Ähnliches) angebracht werden.

### Sklavenkäfig
Ein Käfig, in den der Bottom eingesperrt wird und der meist gerade groß genug ist, um eine Person darin unterzubringen. Ein Verändern der Position ist je nach Bauart nicht möglich. Je nach Konstruktion ist der Bottom gezwungen permanent zu stehen, zu hocken oder auf allen vieren zu verharren. Auch hier gibt es verschiedene Varianten, beispielsweise Konstruktionen, mit denen der Käfig unter die Decke gezogen werden kann. Es gibt vielfach die Möglichkeit, den Bottom im Inneren des Käfigs noch weiter zu fixieren oder Zubehörteile (Klammern, Dildos oder Ähnliches) anzubringen.

### Sklavenliege
Eine Liege, auf der der Bottom fixiert werden kann. Es gibt verschiedene Varianten wie flach, gewölbt, verstellbar, mit Hand- und Fußschellen, Fesselgurten oder Halterungen zum Anbringen von Fesselgerätschaften. Eine Variante ist die Klinikliege, die flach oder verstellbar ist und keine Fesselvorrichtungen hat. Eine weitere verbreitete Variante ist der Sklavenstuhl, an dem sich oft Vorrichtungen wie etwa Dildos anbringen lassen.

### Sling (Liebesschaukel)
Eine Liebesschaukel ist meist eine Liege oder ein Gurtsystem, das an der Decke oder einem speziellen Gestell befestigt wird und in das der Bottom gelegt werden kann, um dem Top freie Zugänglichkeit für beispielsweise den Geschlechtsverkehr zu schaffen. Die Liebesschaukel ist auch bei den sogenannten Vanillasex-Paaren verbreitet, die keine sadomasochistischen Praktiken anwenden. In der BDSM-Variante sind oft vielfältige Möglichkeiten zur Fixierung des Partners an der Schaukel angebracht.

### Smotherbox
Eine Smotherbox (auch Oralbox oder Toilettenbox genannt) ist eine meist kistenähnliche Vorrichtung, die dazu verwendet wird, einem Top im Rahmen von Domination and Submission das Sitzen auf dem Gesicht eines Bottom zu ermöglichen, dies kann sowohl das sogenannte Facesitting erleichtern, bei dem eine Atemreduktion erreicht wird, aber auch für Oralverkehr zweckmäßig sein. Darüber hinaus kann die Kiste auch für die Abgabe von Urin an den Bottom dienen. Diese Kisten/Bauteile finden überwiegend im Femdom Verwendung.

### Spanischer Reiter
Als spanischer Reiter oder spanisches Pferd bezeichnet man einen Holzbock mit einem nach oben zugespitzten keilförmigen Querholz, auf den der Bottom mit gespreizten Beinen fixiert oder unfixiert gesetzt werden kann. Der Bock ist meist so bemessen, dass die Füße den Boden nicht berühren können und das gesamte Körpergewicht auf der Kante lastet. Zusätzliche Gewichte an den Fußgelenken können den Druck auf den Schambereich verstärken. Anders als bei den entsprechenden historischen Folterinstrumenten ist die Oberkante des Querbalkens oft verbreitert, manchmal sogar gepolstert. Anstelle der spitzen Zacken, die im Original in die Kante eingelassen waren, treten gelegentlich Kerben im Balken, die zwar unangenehm sind, aber keine ernsthaften Verletzungen verursachen.

### Streckbank oder Streckleiter
Dieses Möbelstück ist ebenfalls aus einem historischen Folterinstrument, der Streckbank entstanden. Hier wird der Bottom auf einer üblicherweise aus Holz bestehenden Liege sowohl an Händen wie auch an Füßen fixiert. Über eine Walze können Ketten bzw. Seile aufgewickelt werden, wodurch ein mechanischer Zug auf die Gelenke entsteht. Eine Überdehnung kann zu ernsthaften Verletzungen führen.

### Toilettenstuhl
Herkömmlicher Toiletten- oder Leibstuhl mit Toilettenschüssel, wie er auch aus der Krankenpflege bekannt ist. Ein spezieller Toilettenstuhl ist die sogenannte „Sklaventoilette“, die über dem Körper, meist dem Gesicht des Bottom platziert wird (ähnlich der Smotherbox). Beide Varianten werden bei Exkretionsspielen verwendet.

### Vakuumbett
Ein Vakuumbett ist eine Art Ganzkörperschlafsack (ähnlich einem Bodybag oder einer Mumifizierung) aus luftdichtem Material, aus dem die Luft herausgesaugt werden kann, um dadurch jemanden zu fixieren. Die Vakuumbetten sind meistens aus Latex hergestellt, dadurch hat dieses Möbel einen besonderen zusätzlichen Reiz für Gummi- und Latexfetischisten.